# Севанський хребет
Севанський хребет (вірм. Սեւանի լեռնաշղթա) / Шахдазький хребет (азерб. Şahdağ silsiləsi) — гірський хребет в системі  Малого Кавказу, розташований на кордоні  Вірменії і Азербайджану, частина якого контролюється  невизнаною Нагірно-Карабаською Республікою. Тягнеться вздовж північно-східного берега  озера Севан.
Довжина хребта становить близько 70 км, висота до 3367 м. Складений вулканогенними породами, пісковиками. На північному схилі широколистяні ліси, на південному — переважно гірські степи, на гребені — високогірні луки.